# Louwijs Aernouts Elsevier

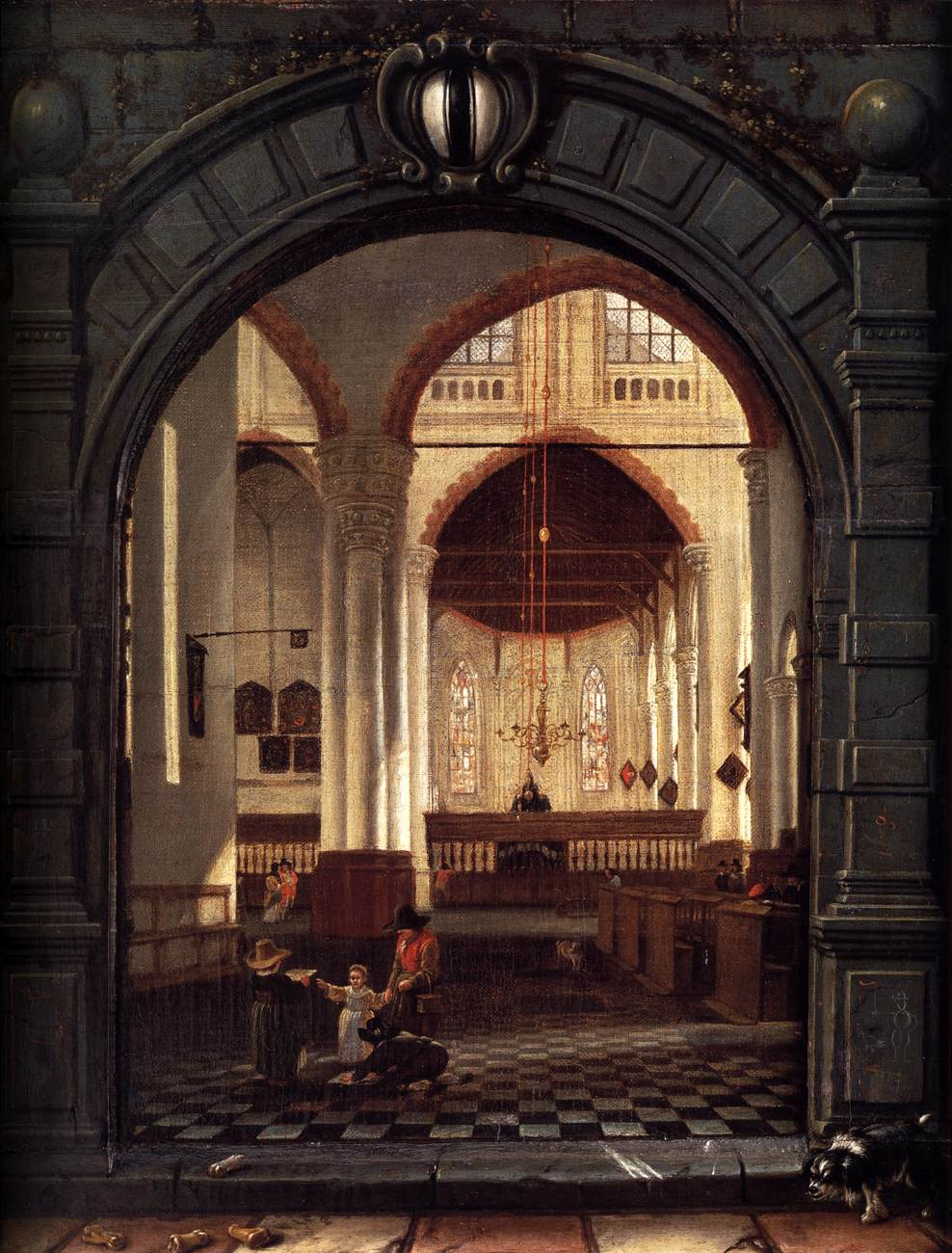
Interieur van de Oude Kerk in Delft, gezien door een stenen boog. Louwijs Aernouts Elsevier (1653), Museu Nacional de Arte Antiga, Lissabon

Louwijs Aernouts Elsevier (Leiden, 1617/1618 - Delft, 30 november 1675) was een Delfts kunstschilder uit de Gouden Eeuw.
Hij leerde het vak van zijn vader, Aernout Elsevier, en werd in 1645 lid van het Leidse Sint-Lucasgilde. In hetzelfde jaar trouwde hij te Leiden met Helena Waelpot, en zij kregen een zoon. In 1646 verhuisde het gezin naar Delft waar Louis tot 1675 actief bleef. Hij werd op 3 september 1646 lid van het Delftse Sint-Lucasgilde waarvan hij tussen 1669 en 1674 verschillende malen hoofdman was. Elsevier handelde ook in verf en pigmenten. Hij schilderde genrevoorstellingen, kerkinterieurs, landschappen en stillevens, maar er zijn slechts enkele werken van hem bekend. In 1660 hertrouwde hij met Yda Hem. Hij kocht voor 2.050 gulden het huis De blauwe hond aan de Voorstraat nr 1. 
De schilder Johannes Elsevier was een zoon van hem.
Hij stierf in 1675 en werd op 3 december begraven in de Oude Kerk.
- Biografisch Portaal: 35446909
- Gemeinsame Normdatei: 1136340904
- International Standard Name Identifier: 0000 0004 0011 6433
- Nederlandse Thesaurus van Auteursnamen: 323084095
- RKD-Nederlands Instituut voor Kunstgeschiedenis: 26074
- Union List of Artist Names: 500027043
- Virtual International Authority File: 295711161
- WorldCat: E39PBJhhvKK6TyDx8cjQWqR3Qq